# Инджиев, Лиджи Очирович
Лиджи Очирович Инджиев (калм. Инҗин Лиҗ; 1913, село Годжур Бага-Дёрвюдском улуса Калмыцкой АССР — 1995, Элиста, Калмыкия) — калмыцкий писатель, поэт, переводчик, Народный писатель Калмыцкой АССР.

## Литературная деятельность
С 1931 года начал писать. Перед войной опубликовал такие сборники стихотворений и песен, как «Байчх» (пьеса, 1939), «Байр» (стихотворения, 1940), «Булг» (стихотворения и песни, 1941), «Мана чидл» (стихотворения, 1941).
О военном времени написал повесть «Дәәни тодлврмуд» («Записки о войне»). В 1963 году издал роман «Дочь Ольги» и несколько рассказов, а также сборник стихов. Издал «Года и степи» (стихотворения и песни, 1967), «Обновленная степная мелодия» (стихотворения, поэмы, 1974), «Любовь и песня» (стихотворения, 1978), «Песнь сердца» (с стихотворения, поэмы, 1981), «На степной дороге» (стихотворения, поэмы, 1983), «Легенда о тюльпане» (стихотворения и поэмы, 1984), «Незабываемое имя» (повести и рассказы, 1990), два тома произведений (1992—1993).

## Переводы
Немало внимания было уделено переводам. Лиджи Инджиев перевел на калмыцкий язык стихотворения: Максима Горького, А. С. Пушкина, М. Ю. Лермонтова, С. А. Есенина, Т. Г. Шевченко, Э. Межелайтиса, А. А. Сурковкина, Ю. Марцинкявичюса, В. В. Маяковского; пьесы: К. А. Тренёва «Любовь Яровая», А. Е. Корнейчука «Платон Кречет», А. Н. Арбузова «Иркутская история».

## Награды и звания
- В 1967 году Лиджи Инджиев был удостоен звания Народного писателя Калмыцкой АССР.
- В 1977 году за повесть «Большевики» стал лауреатом Государственной премии имени О. И. Городовикова, и повторно за повесть «Мобилизация».